# Fornication
 (juin 2017).
La fornication, dans un sens religieux, est un rapport sexuel entre deux personnes qui ne sont pas mariées. Elle est considérée comme un péché par certains courants chrétiens, le judaïsme et l’islam.
Dans un sens plus général, le terme désigne la pratique des plaisirs sexuels.

## Étymologie
Étymologiquement, le terme vient du mot latin fornicatio avec le même sens et qui a pour racine fornix, « voûte ».
Dans la Bible, le terme « fornication » est le plus souvent employé dans un sens péjoratif ; il est alors lié au péché de luxure.
Dans les textes originaux (en grec ancien) du Nouveau Testament, c'est le terme « porneia » qui est employé. Ce mot se traduit aujourd'hui en français par impudeur et impudicité. En ce sens, il n'y a pas de mention univoque de la fornication dans les écrits du Nouveau Testament. Le terme fornication vient des traductions ultérieures et de la théologie catholique,,.

## Caractéristiques
La fornication implique un rapport sexuel entre deux personnes non mariées (coït, sexe oral, sexe anal).
La fornication n'est pas confondue avec les interdits sexuels sociaux ou légaux, qui peuvent en être une des formes au sens large :
- l’adultère, impliquant qu’au moins l’un des deux partenaires soit marié par ailleurs ;
- le viol, en l’absence de consentement ;
- l’inceste, lorsque les partenaires ont un lien de parenté rédhibitoire ;
- l’union sacrilège, commise avec ou par une personne liée par des vœux religieux.

## Loi civile
La fornication était par le passé une infraction pénale dans certains États des États-Unis.

## Religions

### Judaïsme
Le judaïsme interdit la fornication.

### Christianisme
La majorité des courants Chrétiens, s'appuyant sur la Bible, prohibent la fornication et encourage l'abstinence avant le mariage.

#### Catholicisme
Dans le catholicisme, le Catéchisme de l'Église catholique considère la fornication comme un péché de chair.

#### Christianisme évangélique
Dans les années 1990, aux États-Unis, des organisations chrétiennes évangéliques se sont engagées contre la fornication en promouvant les pactes de pureté et les bagues de virginité comme True Love Waits et Silver Ring Thing .

### Islam
L'islam interdit formellement la fornication, que l'on appelle communément « zina » en arabe, et qui constitue le péché de la chair. Elle y est explicitement prohibée dans le Coran : « Et n'approchez point la fornication. En vérité, c'est une turpitude et quel mauvais chemin ! ». Sourate 17, verset 32.